# موريس نيومان
موريس نيومان (بالإنجليزية: Maurice Lionel Newman)‏ هو شخصية أعمال أسترالي، ولد في 20 أبريل 1938.